# Paulina Wycichowska
Paulina Wycichowska (ur. w 1976 w Krakowie) – polska tancerka, solistka Polskiego Teatru Tańca w Poznaniu, pedagog tańca i choreografka, córka Ewy Wycichowskiej.

## Życiorys
Absolwentka Państwowej Szkoły Baletowej w Poznaniu (1995). Jest pierwszą Polką, która ukończyła London Contemporary Dance School (1998), gdzie studiowała taniec współczesny na wydziale wykonawczym, pedagogicznym i choreograficznym. Była stypendystką British Council (1996), danceWEB na festiwalu i międzynarodowych warsztatach tańca współczesnego ImPuls Tanz w Wiedniu (1998), Ministerstwa Kultury i Dziedzictwa Narodowego (obserwator Konkursu Choreograficznego Bagnolet w Paryżu) (2000) oraz Marszałka Województwa Wielkopolskiego (2009). Wzięła udział w międzynarodowym projekcie Pointe to Point zorganizowanym przez ASEF Asia – Europe Foundation, podczas którego współpracowała z Benem Cabrera. W 2011 roku otrzymała stypendium Ministerstwa Kultury i Dziedzictwa Narodowego „Młoda Polska”, przeznaczone dla młodych twórców z różnych dziedzin sztuki, legitymujących się wybitnymi osiągnięciami, będące wyrazem uznania dla dotychczasowych osiągnięć artystycznych.
Od roku 1998 jest związana z Polskim Teatrem Tańca, jako solistka oraz choreograf. Jest również pedagogiem tańca współczesnego (w różnych technikach, m.in. opartych na Graham i Cunningham) i choreologii praktycznej. Prowadzi kursy w ramach Międzynarodowych Warsztatów Tańca Współczesnego, współpracuje również z wieloma ośrodkami w Polsce realizując warsztaty tańca współczesnego, terapii ciała i choreologii praktycznej na wszystkich poziomach zaawansowania.
Tańczyła w spektaklach stworzonych przez następujących choreografów: Ohad Naharin, Orjan Andersson, Jens Ostberg, Dominique Baguet, Joe Alter, Jossi Berg, Virpi Pakkinen, Istvan Juhos-Putto, Jacek Przybyłowicz, Ewa Wycichowska, Wayne McGregor, Sue McLennan, Henri Oguike.

## Prace choreograficzne
Swoje prace choreograficzne realizowała w Polsce, Wielkiej Brytanii i Niemczech. Jest jedną z inicjatorek powstania Atelier Polskiego Teatru Tańca, brała udział w większości jego projektów.
Jest autorką choreografii do:
- Desert na podstawie Małego Księcia Antoine’a de Saint-Exupéry’ego (2011),
- U progu nieba dla Teatru Logos w Łodzi (2011),
- Ad Hoc dla Teatru Wielkiego w Łodzi (2011),
- Catch The Silence dla Theater Görlitz (2010),
- Kobieta – dar i tajemnica dla Ogólnopolskiego Spotkania Młodych Lednica 2000 (2010),
- Alexanderplatz dla Fundacji Kultury (2009),
- 7 słów o ziemi dla Teatru Logos w Łodzi (2009),
- Pozioma Pionowa – konsultacja choreograficzna dla spektaklu Teatru Y w Poznaniu (reżyseria: Beto Ruiz oraz Justyna Tomczak-Boczko) (2009),
- of(F) love dla Polskiego Teatru Tańca (2009)
- O-zone dla Polskiego Teatru Tańca (2008)
- Beatus vir, qui... dla Polskiego Teatru Tańca (2008)
- Lekcja Tańca – choreografia dla spektaklu Teatru Groteska w Krakowie (reżyseria: Tomasz Gołębiowski) (2008),
- Pokój Kameleon – choreografia dla spektaklu Centrum Sztuki Dziecka w Poznaniu (reżyseria: Jerzy Moszkowicz) (2007),
- In the process of being w ramach projektu Pointe to Point dla ASEF (Asia–Europe Foundation) (2006),
- Czas Ewy dla Polskiego Teatru Tańca (2006)
- XY Road dla Polskiego Teatru Tańca (2006)
- Prometheusspuren stworzona we współpracy z Tarkiem Assamem i Erikiem Oberdorffem dla Stadttheater Gießen w Niemczech (2004),
- Psalmodus – muzyka – światło – ruch dla XXV Festiwalu Muzyki Organowej w Inowrocławiu (2004),
- Czarnoksiężnik z Krainy Oz – ruch sceniczny dla musicalu dla dzieci Teatru Miniatura w Gdańsku
- Dancing Hz w reżyserii Marcina Libera (2002)
- Z cienia dla Polskiego Teatru Tańca (2001)
- Stop non stop dla Polskiego Teatru Tańca (2001)
- W drodze do... dla Polskiego Teatru Tańca (1999)
- Never Play with the Fire of Love – Episode One (1998), ---- (1998), Freedom (1997), The Point (1997), The Other Side (1996) w London Contemporary Dance School

## Nagrody
- Nagroda Miasta Poznania dla Młodych Twórców za choreografię Stop non stop,